# Tiberio Emilio Mamerco
Tiberio Emilio Mamerco  fue un político y militar romano del siglo V a. C. perteneciente a la gens Emilia.

## Familia
Mamerco fue miembro de los Emilios Mamercinos, una rama patricia de la gens Emilia. Fue hijo de Lucio Emilio Mamerco, tres veces cónsul, y hermano de Cayo Emilio Mamerco. De él desciende Cayo Emilio Mamercino.

## Carrera pública
Ocupó el consulado en el año 470 a. C., un año de especial agitación interna debido al juicio contra Apio Claudio Craso, promotor de una ley agraria contraria a los intereses del Senado que fue apoyada por Mamerco y su padre. En el ámbito militar, dirigió una campaña contra los sabinos, pero no alcanzó ningún objetivo de importancia.
En el año 467 a. C. fue elegido cónsul por segunda vez y de nuevo apoyó la ley agraria con mayor éxito que el año precedente, ya que, sin que se vieran afectados los ocupantes de terrenos públicos, distribuyó entre la plebe las tierras que habían tomado a los volscos el año anterior. Aquel mismo año se le encomendaron de nuevo las operaciones militares contra los sabinos.